# Бегичев, Павел Александрович
Па́вел Алекса́ндрович Бе́гичев  (род. 27 января 1974, Тольятти) — российский религиозный деятель, митрополит Автокефальной церковной провинции святого Михаила Архангела, член Патриаршего совета
Всемирного совета национальных католических церквей, Генеральный секретарь Всемирного совета национальных католических церквей; магистр богословия, почётный доктор Богословия, преподаватель, блогер. Служит настоятелем старокатолического прихода святого Михаила Архангела в г. Москва.

## Биография
Павел Александрович Бегичев родился 27 января 1974 года в Тольятти. Был крещён и миропомазан в Русской православной церкви в 1975 году.
В результате атеистического школьного воспитания пережил краткий период подросткового отступничества, и сознательно вернулся к вере во Христа в 1992 году, став членом тольяттинской общины евангельских христиан-баптистов. В том же году поступил в Тольяттинское музыкальное училище, которое окончил в 1996 году по специальностям: преподаватель музыкальной школы, дирижёр оркестра, артист оркестра.

### Баптизм
Начал проповедническое служение в общинах ЕХБ в 1992 году. В 1995 году исполнял обязанности пресвитера вновь созданной общины ЕХБ в Тольятти.
В 1998 году по приглашению старшего пресвитера ЕХБ В. С. Рягузова переехал в Самару. Служил областным благовестником, был членом церковного совета и проповедником самарской церкви ЕХБ «Преображение». Позднее продолжил служение в качестве странствующего благовестника в Российской палаточной миссии, работал миссионером в Российском союзе евангельских христиан-баптистов. С 1997 по 2005 занимал пост председателя Христианского просветительского общества «Свет Жизни». Общество известно своей просветительской, евангелизационной деятельностью. В 1997—2005 годах ХПО «Свет Жизни» организовало или участвовало в проведении более 100 просветительских программ в различных регионах России. В 2004 году рукоположён в самарской церкви ЕХБ на служение благовестника с правами пресвитера.
На протяжении этого времени Павел Бегичев получал духовное образование — в 1997 году он окончил Самарскую библейскую школу, официальный филиал Североамериканского библейского колледжа; в 1999 году — Российский центр подготовки пасторов; в 2003 году — Институт странствующих благовестников Евангельской ассоциации Билли Грэма и миссии «East-West ministries».
В 2007 года по приглашению А. Т. Семченко переезжает в Москву, где читает лекции в нескольких высших протестантских учебных заведениях (семинариях и институтах), служит проповедником, странствующим благовестником и пастором-учителем в московской евангельской церкви «На Шелепихе».
В 2008 году защитил магистерскую диссертацию и получил учёную степень магистра богословия по специальности «теология» в Московской богословской семинарии евангельских христиан-баптистов. В том же году назначен координатором отдела богословского образования во Всероссийском содружестве евангельских христиан.
В 2008 году создал и возглавляет по сей день онлайн-центр подготовки проповедников. В 2010 создал и возглавил московскую вечернюю библейскую школу (ныне онлайн-программа Библейско-богословские вебинары).

### Уход из протестантизма
В 2010 году Павел Бегичев начал углублённое изучение святоотеческого богословия и поиск путей возвращения в историческую Церковь. В апреле 2012 года он подал в отставку с поста координатора богословского образования ВСЕХ и на короткое время перешёл на полную ставку в должности пастора церкви «На Шелепихе».
В январе 2014 года он подал в отставку с должности пастора церкви «На Шелепихе»; в сентябре того же года основал московскую общину Воздвижения Креста Господня.

### Создание старокатолических структур в России
В 2015 году Павел Бегичев сблизился с руководством Евангелическо-лютеранской церкви Аугсбургского исповедания, будучи привлечён идеями конвергенции консервативных Апостольских церквей и перспективой получения Апостольского преемства.
17 апреля 2015 года архиепископом ЕЛЦАИ Константином Андреевым рукоположён во диакона с передачей апостольского преемства от предстоятеля Старокатолической церкви Словакии митрополита Августина Бачинского. 18 апреля 2015 года архиепископом ЕЛЦАИ Константином Андреевым рукоположён во пресвитеры.
В августе 2015 года Бегичев был назначен на должность исполнительного директора и декана по учебной части Международного евангелического института св. Мефодия. Перевёл в МЕИМ все свои учебные программы: Библейской-богословские вебинары (бывшая вечерняя библейская школа), онлайн-центр подготовки проповедников, центр изучения греческого языка Нового Завета.
В октябре 2015 вместе с общиной Воздвижения Креста Господня перешёл под юрисдикцию ЕЛЦАИ, получив благословение развивать старокатолическое движение в России.
19 октября 2016 года хиротонисан во епископы с передачей апостольского преемства от епископов ЕЛЦАИ. 23 октября 2016 года поставлен на служение викарного епископа при архиепископе ЕЛЦАИ. В поставлении участвовал митрополит Старокатолической церкви Словакии Августин Бачинский.
Решениями Центральной консистории ЕЛЦАИ весной 2017 года назначен первым заместителем архиепископа ЕЛЦАИ и управляющим делами ЕЛЦАИ. Летом 2017 решением Архиепископа ЕЛЦАИ Константина Андреева назначен его преемником и кандидатом на служение митрополита, создаваемой по инициативе ЕЛЦАИ автокефальной церковной провинции святого Михаила Архангела. Назначение должен был утвердить новый патриарх Всемирного совета национальных католических церквей (ВСНКЦ), избранный на соборе ВСНКЦ в сентябре 2017 года.
В сентябре 2017 года Бегичев участвовал в качестве делегата от вновь создаваемой церковной провинции святого Михаила Архангела (фактически тогда в ней состояла только ЕЛЦАИ) в работе собора ВСНКЦ в городе Нитра, Словакия.

### В сане митрополита
16 сентября 2017 года на соборе ВСНКЦ новым патриархом был избран митрополит Старокатолической церкви Словакии Августин Бачинский.
На следующий день указом Августина Бачинского Павел Бегичев последовательно возведён в сан архиепископа, а затем митрополита церковной провинции св. Михаила Архангела. Таким образом, было удовлетворено прошение архиепископа ЕЛЦАИ Константина Андреева о создании церковной провинции и назначение его преемника. С таким решением архиепископа Константина Андреева и патриарха Августина не согласилась часть епископов ЕЛЦАИ. Высказавшись против идей конвергентного лютеранства, они покинули ЕЛЦАИ.
30 июня 2019 на Генеральном синоде ЕЛЦАИ Павел Бегичев избран Генеральным ординарием. Четыре прихода ЕЛЦАИ входили в состав Церковной провинции святого Михаила Архангела в качестве конвергентных лютеранских приходов.
19 октября 2020 года усилиями митрополита Павла Бегичева и членов московского старокатолического прихода в Министерстве юстиции РФ по г. Москве зарегистрирована Местная апостольская епископальная (старокатолическая) религиозная организация Приход святого Михаила Архангела в г. Москва. Таким образом Старокатолическая церковь в России обрела статус юридического лица.
В 2021 году стало известно, что служители ЕЛЦАИ переосмыслили свою веру и захотели вернуться к узкоконфессиональному Лютеранству, изложенному в Символических Лютеранских Книгах.
Павел Бегичев добровольно подал в отставку с поста Генерального Ординария ЕЛЦАИ, а ЕЛЦАИ была выведена из состава старокатолической Церковной Провинции Святого Михаила Архангела.
В октябре 2021 года, на Втором Соборе ВСНКЦ было принято решение о невозможности евхаристического общения с протестантами, не разделяющими веру и практику исторических церквей.
В октябре 2021 года, митрополит Павел Бегичев был назначен Генеральным Секретарём Всемирного Совета Национальных Католических Церквей.
В сентябре-октябре 2023 года по благословению Патриарха ВСНКЦ Леонардо Бега и митрополита Павла Бегичева в г. Бангалор, Индия был создан приход Св. Гавриила Архангела и рукоположен священник для этого прихода. Таким образом территория Церковной Провинции Святого Михаила Архангела включила в себя территорию Индии.
В настоящее время составе Церковной Провинции Святого Михаила Архангела действуют 6 приходов: в Москве, Санкт-Петербурге, Иркутске, Воронеже, Волгограде и Бангалоре.
На заседании, состоявшемся 14 июня 2024 года, совет факультета католической теологии — факультета теологических наук принял решение о присвоении Павлу Бегичеву почетного докторского звания за вклад в развитие Всемирного совета национальных католических церквей. В связи с этим Католическая семинария —  факультет теологических наук в г. Риека, Хорватия присвоила Павлу Бегичеву звание: Доктор Теологии (ThD h.c.)

## Семья
В старокатолических церквах нет обязательного требования безбрачия духовенства. Все три степени священства (диаконы, пресвитеры и епископы) могут быть как целибатными, так и женатыми.
Митрополит Павел Бегичев женат с 1997 года. Вместе с женой Светланой Геннадьевной воспитывают троих детей: Анастасию, Алексея и Анну.